# День флага (Аргентина)
«День флага» (исп. Dia de la Bandera) — национальный аргентинский праздник, который посвящён одному из главных национальных символов государства — Флагу Аргентины. «День флага» отмечается в Республике Аргентина ежегодно, 20 июня.
Дата для празднования «Дня национального флага» была выбрана не случайно. Именно в этот день, двадцатого июня, в 1820 году, скончался Мануэль Хосе Хоакин дель Корасон де Хесус Бельграно — национальный герой Аргентины, адвокат, политик генерал и автор эскиза бело — светло-голубого флага, который и был принят за основу в качестве флага Республики в 1812 году (На эскизе предложенном Бельграно, флаг состоял из трёх равных по ширине горизонтальных полос — крайние окрашены в светло-голубой, центральная — в белый цвет. В 1818 году в центр флага было помещено жёлтое «майское солнце»). Впервые этот праздник отмечался в 1938 году, согласно указу Президента Аргентины Роберто Мария Ортиса.
В этот день, центром празднования «Дня флага» становится город Росарио, в провинции Санта-Фе расположенной на востоке страны. Именно здесь, в городе где впервые был поднят флаг Аргентины, проходит неделя аргентинского флага, кульминационным событием которой становится «День флага». Основное место действия праздника в Росарио — мемориал посвящённый аргентинскому флагу.
Во время праздника проходит открытый митинг с участием муниципальных и провинциальных представителей органов власти. иногда на мероприятие приезжает и президент страны. В «День флага» организуется праздничное шествие и парад, в котором принимают участие военнослужащие ВС Аргентины, ветераны Фолклендской войны, полиции, а также ряд гражданских организаций и ассоциаций.
Из-за закона, согласно которому большинство общественных праздников переносится на ближайший понедельник (чтобы получать длинные выходные и таким образом стимулировать туризм), день празднования часто не совпадает с официальной датой праздника. Но 20 июня всегда является нерабочим днем для работников муниципальных и областных государственных администраций, а также для всех государственных и частных школ.